# نوروزلو، ساعتلی
نوروزلو، ساعتلی (به ترکی آذربایجانی: Novruzlu) یک منطقهٔ مسکونی در جمهوری آذربایجان است که در شهرستان ساعتلی واقع شده است. نوروزلو ۵۸۲ نفر جمعیت دارد.